# Colton Satterfield
Colton Satterfield (24 de septiembre de 1989) es un deportista estadounidense que compitió en ciclismo en la modalidad de BMX estilo libre. Consiguió tres medallas en los X Games.

## Medallero internacional
| \| X Games de Verano \| X Games de Verano \| X Games de Verano \| X Games de Verano \| \| Año \| Lugar \| Medalla \| Prueba \| \| ----------------- \| ----------------------- \| ----------------- \| ----------------- \| \| 2013 \| Barcelona (España) \| Medalla de bronce \| Big air \| \| 2014 \| Austin (Estados Unidos) \| Medalla de oro \| Big air \| \| 2015 \| Austin (Estados Unidos) \| Medalla de oro \| Big air \| |                         |                   |         |
| X Games de Verano |                         |                   |         |
| Año | Lugar                   | Medalla           | Prueba  |
| 2013 | Barcelona (España)      | Medalla de bronce | Big air |
| 2014 | Austin (Estados Unidos) | Medalla de oro    | Big air |
| 2015 | Austin (Estados Unidos) | Medalla de oro    | Big air |